# Florence Hérouin-Léautey
Florence Hérouin-Léautey, née le 28 décembre 1972 à Paris, est une femme politique française, députée depuis 2024.

## Biographie
Elle est la fille de Pierre Léautey, ancien maire de Mont-Saint-Aignan et ancien député. Avant de devenir élue locale, elle était attachée territoriale.
Membre du Parti socialiste, elle est conseillère municipale de Rouen et, de 2020 à 2024, adjointe au maire Nicolas Mayer-Rossignol, avec comme délégation « Écoles et petite enfance ». Elle siège également au conseil communautaire de la Métropole Rouen Normandie.
À la suite des élections législatives de 2024, elle est élue députée de la première circonscription de la Seine-Maritime avec 51,23% des voix, et pour suppléant Nicolas Mayer-Rossignol.

## Polémique
Dès le lendemain de sa victoire aux élections législatives, lors d'une interview sur France Bleu Normandie, elle estime que la circonscription dont elle est la nouvelle représentante avait été « volée » à la socialiste Valérie Fourneyron par Damien Adam en 2017.

## Résultats électoraux

### Élections législatives
| Année | Parti | Parti    | Circonscription          | 1er tour | 1er tour | 1er tour | 2d tour | 2d tour | 2d tour | Issue |
| Année | Parti | Parti    | Circonscription          | Voix     | %        | Rang     | Voix    | %       | Rang    | Issue |
| ----- | ----- | -------- | ------------------------ | -------- | -------- | -------- | ------- | ------- | ------- | ----- |
| 2024  |       | PS (NFP) | 1re de la Seine-Maritime | 20 040   | 44,44    | 1re      | 22 790  | 51,23   | 1re     | Élue  |